# Fritz Tack

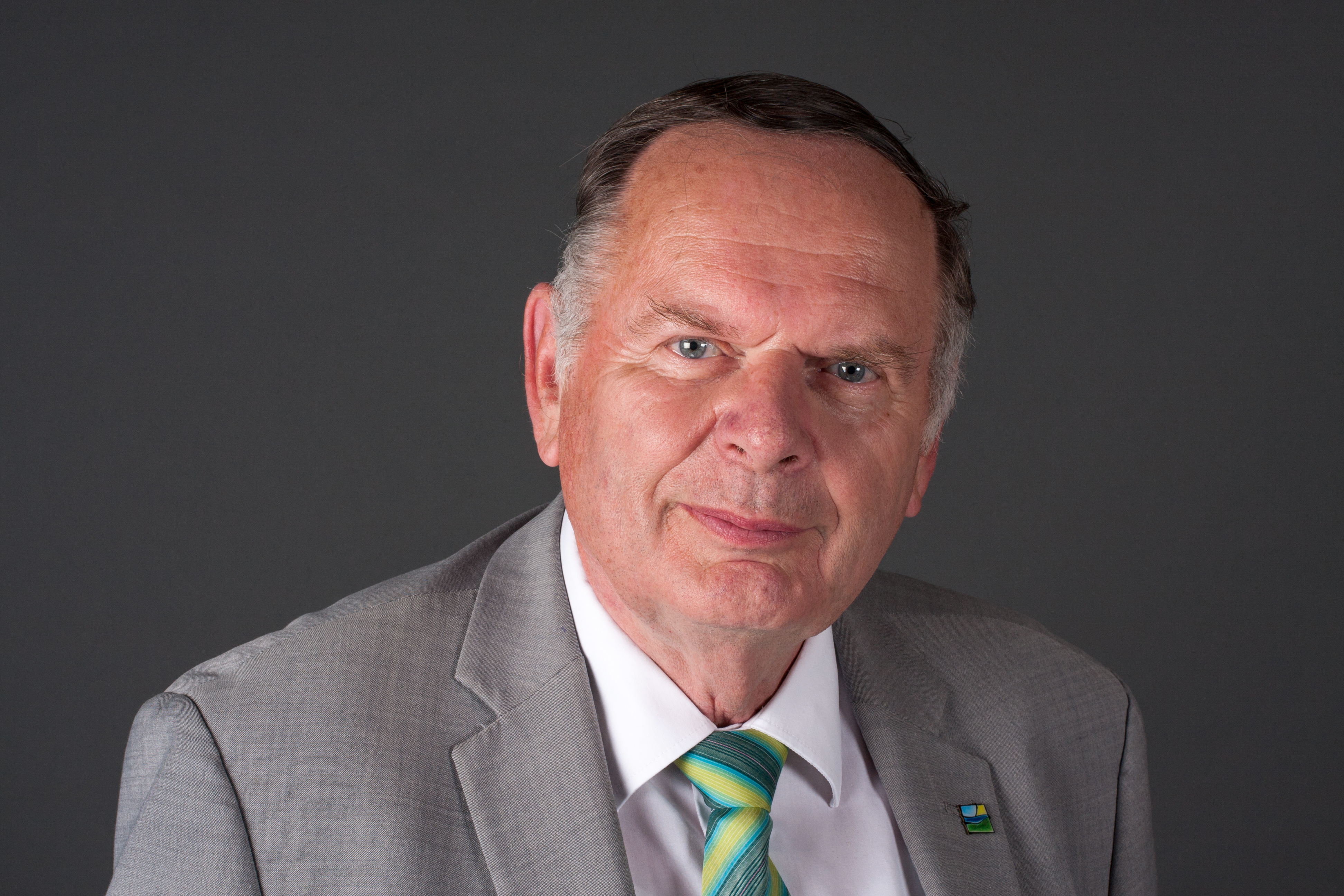
Fritz Tack, MdL Mecklenburg-Vorpommern

Fritz Tack (* 7. Juni 1942 in Goldberg) ist ein deutscher Politiker (SED, PDS, Die Linke). Von 2006 bis 2016 war er Mitglied des Landtages von Mecklenburg-Vorpommern. Am 4. Oktober 2011 eröffnete er als Alterspräsident die konstituierende Sitzung des 6. Landtages.

## Leben
Tack machte im Jahr 1961 das Abitur und studierte anschließend bis 1967 Landwirtschaftswissenschaften an der Universität Rostock, das er als Diplomlandwirt beendete. Im Jahr 1971 folgte die Promotion zum Dr. agr. und 1981 die Habilitation. Von 1971 arbeitete er bis 1974 als wissenschaftlicher Assistent der Sektion Landtechnik an der Universität Rostock. Von 1974 war er bis 1981 wissenschaftlicher Mitarbeiter an der FZT Dummerstorf. Seit 1980 war er als Hochschullehrer tätig, ab 1989 war er ordentlicher Professor in Rostock. Er ist derzeit ehrenamtlicher Vorsitzender der Thünengesellschaft e. V. Tack ist konfessionslos, verheiratet und hat drei Kinder.

## Politik
Fritz Tack trat 1978 der SED bei, da er überzeugt war „dass die Entwicklung in der DDR die richtige ist“. 1987 wurde er Parteisekretär an der Sektion Landtechnik.
Fritz Tack war von 1990 bis 1996 Fachbereichssprecher für Agrarökologie in Rostock. Von 1996 bis 2000 war er Dekan der Agrar- und Umweltwissenschaftlichen Fakultät der Universität Rostock. Von 2000 bis 2004 war er Fachbereichssprecher Agrarökologie und von 2004 bis 2006 Promotionsbeauftragter der Fakultät. Seit 2004 war Tack Mitglied des Kreistages Bad Doberan. Dem Landtag von Mecklenburg-Vorpommern gehört er seit dem 16. Oktober 2006 an. Er wurde über die Landesliste der Linkspartei gewählt. Die Kandidatur im Landtagswahlkreis Bad Doberan II blieb jedes Mal erfolglos. In der 5. Wahlperiode von 2006 bis 2011 war er stellvertretender Vorsitzender des Ausschusses für Landwirtschaft, Umwelt und Verbraucherschutz. Außerdem war er ab April 2009 stellvertretender Vorsitzender der Fraktion Die Linke und deren Sprecher für Agrarpolitik und ländliche Räume. Ab November 2011 war er Vorsitzender des Agrarausschusses.